# 上班族金太郎
上班族金太郎（日语：サラリーマン金太郎）是一部日本漫畫，由本宮宏志所繪，1994年至2002年在《週刊YOUNG JUMP》进行连载。并有OVA、真人电影等衍生作品。
该作主要讲述的是原本是暴走族的男主因为一些原因成为了渔夫，一天他救了一个公司的高层，然后在高层的推荐下到公司的销售部门工作的故事。
该作在2002年完结，之后又推出了该系列新的三部作品：《上班族金太郎：金钱战争》（2005年－2006年）、《新上班族金太郎》（2009年－2011年）、《上班族金太郎：50岁》（2015年－2016年），全系列共45册。
该漫画的发行量已超过3500万册。

## 劇情簡介
原本是暴走族的矢岛金太郎因为亡妻的愿望，于是成为了一名渔夫，不过在遇到一个公司的高层后，他便到了该公司的销售部门工作。

## 登場人物

### 主要角色
| 角色       | 介紹                                                                                           |
| 矢岛金太郎 | (饰演者：高桥克典、永井大）主角，曾经是暴走族，后来进入了一家公司的销售部门工作。              |
| 矢岛美铃   | 原姓末永，拥有雄厚背景的女性，后来和金太郎结婚。                                               |
| 矢岛龙太   | 主角与前妻的儿子                                                                               |
| 末永美美   | 矢岛美铃与其他人生的女儿                                                                       |
| 矢岛明美   | 金太郎的第一任妻子，后在生下儿子的时候去世。                                                   |
| 大和守之助 | 被金太郎拯救过的人之一，后来为了报答金太郎，于是让金太郎来自己的公司工作，对金太郎十分的信任。 |

## 衍生作
1999年,电影版在TBS播出，由高桥克典主演。第一季于1999年1月10日至3月21日播出，共11集。第二季于2000年4月9日至7月2日播出，共10集。 第三季于2002年1月6日至3月17日播出，共11集剧集 第四季共10集，于2004年1月15日至3月18日播出。
动画版由JCF动画制作，共20集，于2001年2月18日至3月18日在BS-i电视台播出。美国则由Arts Magic公司获授权发售动画版的DVD。